# Kawasaki Superbikes
Kawasaki Superbikes (ou Kawasaki Superbike Challenge en Amérique du Nord) est un jeu vidéo de course de moto sorti en 1994 sur Game Gear, Mega Drive et Super Nintendo. Développé par Lankhor et édité par Domark, le jeu a été conçu par Chris Johnson. Kawasaki Superbikes exploite le même moteur de jeu que F1. Il utilise la licence de la marque Kawasaki,.